# تریوت، پریش ترربون، لوئیزیانا
تریوت (به انگلیسی: Theriot) یک منطقهٔ مسکونی در ایالات متحده آمریکا است که در لوئیزیانا واقع شده‌است. تریوت ۰٫۹۱ متر بالاتر از سطح دریا واقع شده‌است.